# Viktor Tcherkessov
Viktor Vassilievitch Tcherkessov (en russe Виктор Васильевич Черкесов), né le 13 juillet 1950 à Léningrad (RSFSR, URSS) et mort le 8 novembre 2022 à Saint-Pétersbourg (Russie), est un ancien responsable des services de sécurité russes.

## Biographie
Viktor Tcherkessov est diplômé du département de droit de l'Université d'État de Léningrad en 1973. De 1975 à 1991, il travaille à la direction de Léningrad et de l'oblast de Léningrad du KGB et poursuit des dissidents politiques, y compris des membres de l'Union démocratique.
De 1992 à août 1998, Tcherkessov dirige la direction de Saint-Pétersbourg du MBR/FSK/FSB, organisation qui a succédé au KGB.
D'août 1998 à mai 2000, il est premier directeur adjoint du FSB sous Vladimir Poutine et Nikolaï Patrouchev. Du 18 mai 2000 au 11 mars 2003, il est l'envoyé plénipotentiaire du président Vladimir Poutine dans le district fédéral du Nord-Ouest.

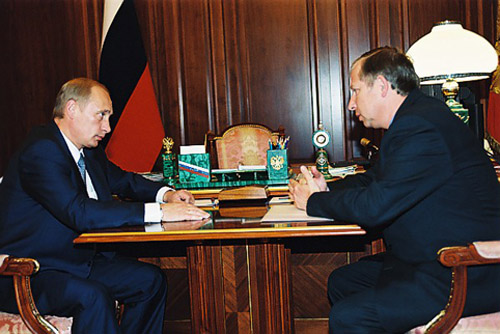
Vladimir Poutine et Viktor Tcherkessov en 2001.

Du 11 mars 2003 jusqu'à sa mort, il dirige le Comité d'État pour le contrôle de la circulation des stupéfiants et des substances psychotropes de la fédération de Russie (depuis mars 2004 le Service fédéral de contrôle des drogues de Russie).
Il s'est marié deux fois. Son dernier mariage était avec Natalia Tchaplina, directrice générale de l'agence d'information Rosbalt et ancienne rédactrice en chef du journal Sankt Peterburgskiy Chas Pik (L'Heure du pointe de Saint-Pétersbourg).
Début octobre 2007, plusieurs officiers supérieurs du Service fédéral de contrôle des drogues ont été arrêtés par des agents du FSB, ce qui a considéré par les analystes comme faisant partie d'une bataille de longue date entre Viktor Tcherkessov, Igor Setchine et d'autres membres du cercle restreint de Vladimir Poutine.
Le 9 octobre 2007, un article signé par Tcherkessov a été publié dans Kommersant, où il a été affirmé que les responsables de l'administration russe de lutte contre la drogue détenus pour des accusations criminelles au début du mois étaient l'exception plutôt que la règle, que la bataille de territoire entre les services secrets pourrait saper la stabilité de la nation, et que le seul scénario pour la Russie qui soit à la fois suffisamment réaliste et relativement favorable est de poursuivre son évolution vers un État corporatiste dirigé par des responsables des services de sécurité.
Le 27 octobre 2007, deux officiers de l'administration russe de lutte contre la drogue ont été empoisonnés à mort, ce qui faisait partie de la lutte de pouvoir entre les clans de siloviks russes, selon Vladimir Pribylovski. « L'ensemble du système politique de la Russie aujourd'hui est une lutte de divers clans et groupes qui se battent pour que Poutine reste au pouvoir selon leur scénario et non selon le scénario de leurs concurrents », a déclaré l'économiste Mikhaïl Déliaguine.
Le 12 mai 2008, il a été limogé par le président Dmitri Medvedev en tant que chef du Comité d'État pour le contrôle de la circulation des stupéfiants et des substances psychotropes et nommé par le Premier ministre Vladimir Poutine à la tête de l'Agence fédérale pour l'acquisition d'équipements militaires et spéciaux.
En 2010, Tcherkessov est relevé de ses fonctions puis est, de 2011 à 2016, député à la Douma d'État représentant le Parti communiste. Il critique les réformes du ministère de l'Intérieur de 2011-2012 mais, en général, soutient principalement le gouvernement de Poutine et ses décisions.
Il meurt d'une « maladie grave » le 8 novembre 2022 à Saint-Pétersbourg,,.